# Сегоднячко
«Сегоднячко» — информационная телепрограмма народных новостей, выходившая с 1 сентября 1997 по 15 ноября 2002 года в жанре народных новостей. Программа была альтернативой программе «Времечко», в результате раскола которой она и образовалась.

## История
В июле 1997 года Лев Новожёнов принял решение покинуть должность руководителя программы «Времечко» в связи с зачислением в штат сотрудников телекомпании НТВ. Вследствие этого «Времечко» стало выходить на телеканале «ТВ Центр», а коллектив программы раскололся. Некоторые ведущие «Времечка» во главе со Львом Новожёновым (Игорь Воеводин, Константин Цивилёв, Юлианна Шахова, Ольга Журавлёва) и бессменный шеф-редактор Вероника Люксембург создали свою альтернативную «Времечку» программу — «Сегоднячко» на НТВ. Изначально она выходила по будням в 8:05 (под названием «Сегоднячко. На свежую голову») и 23:40.
Между ведущими в программе существовало разделение: одни рассказывали зрителям о происходящих событиях, а другие, как, например, Лев Новожёнов или Игорь Воеводин, отвечали на вопросы зрителей по телефону. Названия программы и отдельных рубрик (например, «Неспециальный репортаж»), в свою очередь, являются отсылкой к информационной программе «Сегодня». Но если в программе «Сегодня» основное внимание уделялось информации о жизни в общественно-политической жизни страны и мира, то в «Сегоднячко» — информации о часто игнорируемых, не всегда замечаемых «мелочах повседневной жизни». Первые выпуски программы очень сильно напоминали «Времечко» и не имели собственных атрибутов, позволявших бы отличать «Сегоднячко» как фирменный продукт НТВ. Создатели опасались, что долго на таком материале продержаться не удастся, вследствие чего возникла идея ввести в программу новые творческие идеи. Одной из таких стало предоставление Министерством путей сообщения вагона-студии, в котором в течение длительного времени Игорь Воеводин разъезжал по разным российским городам. Первая командировка была в Плесецк и Архангельск.
1 сентября 1998 года к числу сотрудников программы присоединились ещё несколько бывших работников «Времечка», среди которых Ольга Грозная, Алексей Эйбоженко, Борис Соболев и Эдуард Петров. Тогда же передача стала выходить 4 раза в день: дважды в составе утреннего канала «Сегодня утром» (7:25 и 8:45), днём в 15:00/15:10/15:20 (под названием «Сегоднячко. Красная стрела») и вечером в 23:40 перед программой «Сегодня в полночь» с Владимиром Кара-Мурзой. Увеличение выпусков программы в день объяснялось необходимостью заменить закрывшиеся из-за дефолта телепрограммы. После реконструкции сетки вещания на НТВ осенью 1999 года в эфире остался только один выпуск в 23:40.
С весны 2000 по начало 2001 года из программы «Сегоднячко» в Службу информации телекомпании НТВ перешло несколько постоянных ведущих и корреспондентов программы: Эдуард Петров, Ольга Журавлёва, Александр Южный, Борис Соболев, Михаил Крикуненко. В июле 2000 года программа «Сегоднячко» на НТВ была закрыта.
В сентябре 2000 года программа, несмотря на высокие рейтинги на НТВ, в рамках привлечения внимания зрителей к родственному каналу ТНТ, переехала на этот телеканал. С 4 сентября 2000 года она выходила там по будням в 7:30 (снова под названием «Сегоднячко. На свежую голову»), 20:30 и 23:30, позже (с 20 августа 2001 года) только в 7:30 и 20:30, при этом хронометраж вечернего выпуска был увеличен до 55—60 минут. С февраля 2002 года выходил повтор вечернего выпуска в промежутке с 1:30 до 3:00.
С 2001 по 2002 год программа уходила в летний отпуск.
В 2002 году в программе был показан сюжет о находившемся в больнице музыканте Михее. В сюжете говорилось, что он тяжело болен, от него отвернулись многие друзья, ему необходимы денежная помощь и поддержка. Через несколько месяцев после выхода сюжета музыкант скончался.
Передача завершалась демонстрацией титров с указанием съёмочной группы, работавшей на выпуск, в копирайте указывалась точная дата выхода программы в эфир. Аналогичным образом заканчивались и выпуски другой программы Льва Новожёнова «Старый телевизор», выходившей в те же годы на НТВ; в свою очередь, этот приём был позаимствован из программы «Времечко».

## Реалити-шоу
После успеха реалити-шоу «За стеклом» на ТВ-6, в программе «Сегоднячко» было решено выпустить собственные реалити-шоу, которые выходили по будням в конце каждого вечернего выпуска программы.
1. «За плетнём»[37] (другое название — «За плетнём, или не стать последним»)[38] — группа добровольцев была отправлена в глухую деревню, без денег и еды. Их целью было выжить в разваленном деревенском доме, самим добывать себе пропитание, ухаживать за скотом, и в полной мере ощутить на себе жизнь жителей деревенской глубинки[37]. Трансляция с 18 февраля по 8 марта 2002 года.
2. «За чудовищем»[39] — группа добровольцев отправилась с экспедицией на озеро Бросно. Их целю было найти Бросненское чудовище, по слухам якобы обитавшее в водах озера[40]. В конце экспедиции чудовище найти так и не удалось. А после анализа полученных данных, был сделан вывод что за чудовище местные жители могли принять плавающих диких животных или скопления сероводорода, выходящие на поверхность большими пузырями. Трансляция с 3 по 26 июня 2002 года.
3. «Теле клетка»[41] — группа добровольцев была помещена на всеобщее обозрение в большую клетку. Их целью было выживание в ограниченном пространстве на глазах у зевак, приходящих на них посмотреть. Каждый желающий мог прийти к клетке и посмотреть на участников. К клетке часто приходили нетрезвые люди, выкрикивали оскорбления и кидались в добровольцев различными предметами, из-за чего участникам приходилось прятаться в закрытой комнате, находившейся в клетке. Главный приз — автомобиль. Трансляция с 27 сентября по 11 октября 2002 года[42].

## Закрытие
Программа была окончательно закрыта после прихода на ТНТ нового руководителя Романа Петренко по причине низких рейтингов. 15 ноября 2002 года вышел последний выпуск программы, в котором ведущие программы Юлианна Шахова, Ольга Грозная, Константин Цивилев, Алексей Эйбоженко и руководитель программы Лев Новоженов прощались со зрителями.
Планировалось запустить вместо «Сегоднячко» новый проект «Большой город», появившийся в итоге с немного изменённой концепцией и с другим названием — «Москва: Инструкция по применению».

## Сегоднячко-Питер
«Сегоднячко-Питер» — программа, созданная на основе НТВ, выходившая на 11-м канале, чуть позже на телеканале «ТНТ-Петербург», в период с 1 сентября 1998 по 28 сентября 2001 года, чуть позже она выходила внутри московского «Сегоднячко». Закрытие программы «Сегоднячко-Питер» стало одним из последних отголосков событий вокруг НТВ.
31 августа 1998 года в эфире НТВ прошёл телемост при участии компании «Метроком» между студией московского «Сегоднячко» и студией «Сегоднячко-Питер», где находились все журналисты петербургской программы.
Продюсером был Феликс Невелев, он же был одним из ведущих вместе с Полиной Чеховой, Александром Лушиным, Людмилой Ширяевой, Аркадием Шароградским и Виктором Набутовым.
По четвергам шёл специальный выпуск со звездой вместо одного из ведущих, который назывался «Сегоднячко-Питер Плюс». Программа выходила в эфир по будним дням в 20:30, а по воскресеньям в 20:30 выходила программа-дайджест под названием «Сегоднячко-Питер Дайджест». По окончании программы выходила рубрика «Завтречко», рассказывающая о погоде и не только, её вела Людмила Ширяева.
1 сентября 2001 года в эфире программы был показан фильм о журналистах петербургского «Сегодячко», который был повторён 28 сентября, в день последнего эфира.
После закрытия петербургского «Сегоднячка» программа выходила как рубрика в рамках московской программы, где шли репортажи Сергея Елгазина из Петербурга.
С 1998 по 1999 год на НТВ в 7:15 выходил 15-минутный выпуск программы «Сегоднячко-Питер».